# Sigismund de Luxemburg

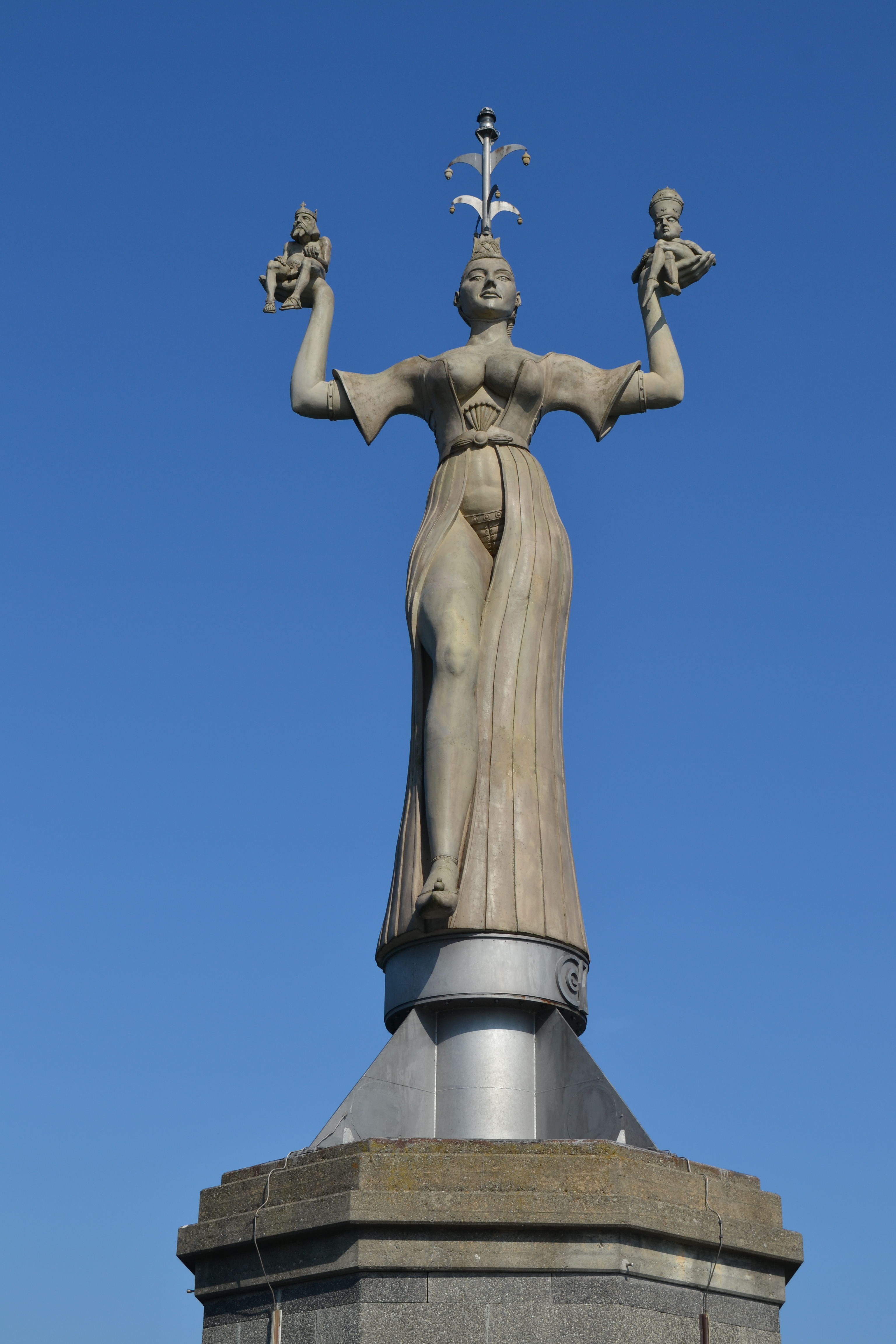
Împăratul Sigismund pe mâna dreaptă a curtizanei Imperia (pe mâna stângă stă papa Martin al V-lea). Monument dezvelit în 1993 la Konstanz, locul desfășurării Conciliului de la Konstanz.

Sigismund de Luxemburg (în maghiară Luxemburgi Zsigmond, în cehă Zikmund Lucemburský,  n. 14 februarie 1368, Praga, Regatul Boemiei – d. 9 decembrie 1437, Znojmo, Moravia de Sud, Cehia), aparținând Casei de Luxemburg, a fost principe elector de Brandenburg din 1378 până în 1388, rege al Ungariei și Croației din 1387, rege al Boemiei din 1419, rege romano-german din 1410, respectiv 1411, și împărat al Sfântului Imperiu Roman din 1433 până la sfârșitul vieții. A fost ultimul împărat din Casa de Luxemburg și unul dintre cei mai longevivi regi ai Ungariei, domnind peste 50 de ani. A fost înmormântat în Catedrala catolică din Cetatea Oradea (distrusă în timpul ocupației otomane).

## Biografie
Sigismund a fost fiul împăratului Carol al IV-lea și al soției sale, Elisabeta de Pomerania. În 1385 s-a căsătorit cu Maria de Anjou, fiica cea mai mare a regelui Ludovic I al Ungariei și Poloniei, care devenise regină la moartea tatălui ei, în 1382. A avut ca urmași o singură fiică, Elisabeta, care s-a căsătorit cu ducele Albert al V-lea de Austria, viitorul rege german Albert al II-lea. Deoarece nu a avut moștenitori pe linie masculină, dinastia de Luxemburg s-a stins la moartea sa.
În 1374 i-a fost promisă de soție Maria a Ungariei, fiica cea mare a regelui Ludovic I al Ungariei și Poloniei. Maria a devenit regină la moartea tatălui ei în 1382. S-a căsătorit cu Sigismund în 1385 la Zvolen. În anul următor a fost răpită, împreună cu mama ei, de un clan rival care a murit strangulată, se presupune de oamenii lui Sigismund. În 1387 regina Maria a fost eliberată și a condus Ungaria împreună cu soțul ei până în 1395 când a murit în împrejurări suspecte.
Sigismund a renunțat la titlul de Elector de Brandenburg în 1387, folosind fondurile astfel obținute pentru a se consacra în întregime funcției de rege al Ungariei. În primii ani ai domniei sale a fost implicat într-o luptă acerbă pentru păstrarea tronului. În 1396 Sigismund a inițiat o cruciadă care s-a dovedit a avea mulți adepți, dar care s-a sfârșit prin înfrângerea suferită în Bătălia de la Nicopole.
La întoarcere, deoarece poziția sa în Ungaria era periclitată, Sigismund a revenit în Sfântul Imperiu Roman, încercând să obțină succesiunea la tronul imperial și al Boemiei. La detronarea lui Venceslau, nu a reușit să îl susțină, acesta pierzând tronul în defavoarea lui Rupert al Palatinatului. Revenit în Ungaria, a fost capturat, închis și destituit.  
Sigismund a declanșat o serie de războaie, împotriva lui Ladislau de Napoli, a Republicii Venețiene și împotriva rebelilor ce l-au detronat pe regele Venceslau al Boemiei. În 1408 a obținut o victorie importantă împotriva croaților și bosniacilor înființând cu această ocazie Ordinul Dragonului. 
În 1410, la moartea lui Rupert al Palatinatului, a fost ales rege german, ignorând astfel pretenția lui Venceslau. Alegerea a fost contestată de margraful Jobst al Moraviei, dar un an mai târziu la moartea acestuia conflictul s-a încheiat, iar Sigismund a fost din nou ales rege pe 21 iulie 1411. Între 1414 și 1418 a participat la Conciliul de la Konstanz care a dus la încheierea Schismei Apusene, dar care, prin arderea pe rug a lui Jan Hus, a provocat izbucnirea Războaielor Husite. La moartea lui Venceslau în 1419, aceste conflicte îl vor împiedica pe Sigismund să fie recunoscut rege al Boemiei de către supușii săi, el fiind considerat de aceștia principalul responsabil de moartea lui Jan Hus.
Reîntors în Ungaria, a încearcat să lupte împotriva turcilor și a protestanților. Nu a reușit să obțină ajutorul Dietei în formarea unei armate mercenare, inițial datorită opoziției orașelor imperiale, iar mai târziu a principalilor principi electori, printre care fostul său aliat Frederic de Hohenzollern, căruia în 1415 îi dăduse titlul de Principe elector de Brandenburg. 
În anul 1424 a desființat Prepozitura Sibiului și a transferat proprietățile acesteia orașului Sibiu, fapt care a însemnat creșterea puterii economice a orașului.
În 1428 a condus o nouă campanie împotriva turcilor, fără succes, după care în 1431 la Milano a fost încoronat rege al Italiei. În 1433 papa Eugen al IV-lea l-a încoronat împărat al Sfântului Imperiu Roman. Apoi a revenit în Boemia unde a fost recunoscut în 1436. 
În 1437 a murit la Znaim și a fost înmormântat în Oradea.